# Ralph Beneke
Ralph Beneke (* 1958 in Hameln) ist ein deutscher Sportwissenschaftler, Sportmediziner und Hochschullehrer.

## Leben
Beneke studierte Medizin an der Universität zu Köln, seine Doktorarbeit, welche 1988 angenommen wurde, schrieb er zum Thema „Die Computertomographie als Verfahren der Muskeldiagnostik unter besonderer Berücksichtigung der motorischen Hauptbeanspruchungsform Kraft“. Ein Studium an der Deutschen Sporthochschule Köln (DSHS) schloss Beneke 1989 ab. Er war am Institut für Sportmedizin der Freien Universität Berlin tätig, und wurde dort 1999 habilitiert. Der Titel seiner Arbeit lautete „Blutlaktat bei Dauerleistung“.
2002 trat Beneke an der University of Essex im Vereinigten Königreich eine Professur für angewandte Physiologie (Biologie) an und übernahm an der britischen Hochschule die Leitung der Abteilung für menschliche Leistung. 2011 wechselte er an der Philipps-Universität Marburg und wurde am Institut für Sportwissenschaft und Motologie Professor im Arbeitsbereich Medizin, Training und Gesundheit.
Zu seinen Arbeitsschwerpunkten gehören der Sport im Alter, Sport im Kindesalter, konditionelle, taktische und technische Aspekte des Behindertensports (insbesondere Blindenfußball), der Laktatstoffwechsel und Sport mit Herzpatienten. Er befasste zudem eingehend mit dem Laufstil von Sprinter Usain Bolt.
Beneke ist Verbandsarzt des Deutschen Behindertensportverbandes (DBS) und Arzt der Blindenfußballnationalmannschaft.